# Palais Schlick
Le palais Schlick est un palais construit à Vienne, situé dans l'arrondissement d'Alsergrund.

## Histoire
Le palais est construit entre 1856 et 1858 sur un ancien glacis par l'architecte Carl Tietz pour Franz Schlik. Le maître d'œuvre est Anton Grünn (de).

## Architecture
Le bâtiment à l'angle de cinq étages, construit au début de l'historicisme, présente un intérêt architectural avec sa tour ronde à l'angle. Elle forme une liaison entre les deux façades. Elle est décorée de corniches et de denticules. La tour, grâce aux balcons en rond, donne une impression plus imposante que les façades latérales. Entre les fenêtres sont placés des pilastres qui deviennent au quatrième étage des cariatides.